# Calicnemia nipalica
Calicnemia nipalica är en trollsländeart som beskrevs av Douglas E. Kimmins 1958. Calicnemia nipalica ingår i släktet Calicnemia och familjen flodflicksländor. IUCN kategoriserar arten globalt som sårbar. Inga underarter finns listade i Catalogue of Life.